# Bahnradsport-Weltmeisterschaften 1934

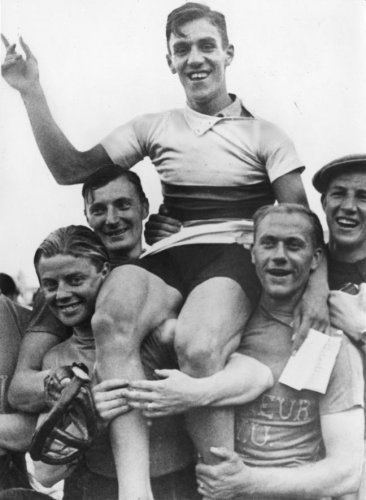
Arie van Vliet wurde Vize-Weltmeister im Sprint der Amateure (hier bei der WM 1936 in Zürich).

Die Bahnradsport-Weltmeisterschaften 1934 fanden vom 10. bis 19. August 1934 auf der Radrennbahn in Leipzig-Lindenau statt. 16 Nationen waren am Start. Parallel wurden die Straßenradsport-Weltmeisterschaften ausgetragen.
Mit einem Festkorso wurden die Leipziger auf die Weltmeisterschaften eingestimmt: Hinter einem Zug mit den Fahnen aller teilnehmenden Länder und Kunstradgruppen waren Fahrräder aus allen Epochen zu sehen – wie bei den Olympischen Spielen 1936 zeigten die Nationalsozialisten ein Jahr nach der Machtübernahme ihr Talent für die perfekte Inszenierung. Einer der Hauptorganisatoren, Willi Frenzel aus Leipzig, zog sich jedoch wenige Monate nach der WM aus politischen Gründen aus der Radsportszene zurück.
Der belgische Sprinter Jef Scherens errang in Leipzig seinen dritten Profititel in Folge; Vize-Weltmeister wurde sein schärfster Konkurrent und Freund, der Kölner Albert Richter. Das Steherrennen wurde von den Deutschen dominiert, Erich Metze aus Dortmund und Paul Krewer aus Köln belegten Platz eins und zwei.
Berufsfahrer
| Disziplin    | Platz | Land         | Athlet                              |
| ------------ | ----- | ------------ | ----------------------------------- |
| Sprint       | 1     | Belgien      | Jef Scherens                        |
|              | 2     | NS-Staat     | Albert Richter                      |
|              | 3     | Frankreich   | Louis Gérardin                      |
| Steherrennen | 1     | NS-Staat     | Erich Metze/ Karl Saldow            |
| (100 km)     | 2     | NS-Staat     | Paul Krewer/ Eilenberger            |
|              | 3     | Italien 1861 | Edoardo Severgnini/ Arthur Pasquier |

Amateure
| Disziplin | Platz | Land         | Athlet          |
| --------- | ----- | ------------ | --------------- |
| Sprint    | 1     | Italien 1861 | Benedetto Pola  |
|           | 2     | Niederlande  | Arie van Vliet  |
|           | 3     | Frankreich   | Christian Lenté |